# Josep Oriol Suñer i Carbó
Josep Oriol Suñer i Carbó (Girona, 14 de març de 1940) és un empresari i polític català.

## Biografia
Ha treballat com a empresari ramader a Taialà de Sant Gregori. A les eleccions municipals de 1979 i 1983 fou escollit regidor de Sant Gregori per Unió Democràtica de Catalunya, a la que es va afiliar en 1982, i tinent d'alcalde d'urbanisme. El 1984 fou president comarcal d'UDC del Gironès.
Ha estat elegit diputat per la circumscripció de Girona a les eleccions al Parlament de Catalunya de 1984, 1988 i 1992. El 1984-1992 fou secretari de la Comissió d'Agricultura, Ramaderia i Pesca del Parlament de Catalunya i secretari de la Comissió d'Estudi de la Problemàtica del
Món Rural. És membre de l'Associació d'Antics Diputats del Parlament de Catalunya.